# Тупиков, Алексей Алексеевич
Алексей Алексеевич Тупиков (14 января 1927 года, деревня Мишутиха, Харовский район, Вологодская область — 4 марта 2006 года) — советский журналист, писатель. Участник Великой Отечественной войны, награждён медалями «За оборону Советского Заполярья», «За победу над Германией в Великой Отечественной войне 1941—1945 гг.».

## Биография
Родился Алексей Алексеевич 14 января 1927 года в деревне Мишутиха  Харовского  района Вологодской области. Окончил школу и был призван в семнадцать лет в 1944 году на военную службу. Алексей Алексеевич Тупиков так пишет о себе: «...Матрос Северного флота, курсант военного училища, офицер — вот мой послужной список». Участник Великой Отечественной войны, награждён медалями «За оборону Советского Заполярья», «За победу над Германией в Великой Отечественной войне 1941—1945 гг.». Алексей Алексеевич был начальником секретной части Соловецкого военно-морского гарнизона, затем два года учился в Ленинградском училище связи, потом проходил службу в Закавказском военном округе, в Тбилиси. В 1950—1952 годах в Китае в городах Кантоне и Ханчжоу готовил китайских военных лётчиков и других специалистов для боевых действий в Корее.
В Советский Союз вернулся в марте 1954 года,  уволился в запас с должности помощника начальника штаба авиационного истребительного полка, и в этом же году поступил в Ростовский государственный университет на юридический факультет, был штатным сотрудником газеты «Красное Приазовье».
После окончания Ростовского государственного университета работал недолго в Азове в межрайонной прокуратуре, затем перешёл на постоянную работу в газету «Красное Приазовье», в которой проработал не меньше тридцати лет. С 1961 года состоит в Союзе журналистов.
В апреле 1955 года Алексей Алексеевич вместе с семьёй переезжает в город Азов. Работает в редакции газеты «Красное Приазовье» — заведующий отделом писем, позже заместителя редактора.
В 1970‑е годы занимается писательской деятельностью. Были опубликованы рассказ «Венька», роман «Среди равных», первая книга этого романа вышла в 1978 году отдельным изданием в Ростиздате. Алексей Алексеевич является автором повести «Дожди» и множество рассказов. В начале 1990‑х создал книгу для детей «Розка и её друзья», она посвящена старшему внуку — Максиму. Книга была опубликована вначале в газете, позже вышла отдельным изданием.
Скончался Алексей Алексеевич Тупиков 4 марта 2006 года.

## Семья
Отец — Алексей Николаевич Тупиков был инженером-строителем, погиб в финскую войну. Мать — Александра Михайловна Окунева работала учительницей начальных классов, награждена орденом Ленина. Супруга — Асланова Екатерина Игнатьевна, по профессии врач. Сын Владимир — кандидат медицинских наук, работает в городе Шахты в детской больнице хирургом, там же работает врачом-травматологом внук — Максим. Младший внук — Данил учится в школе.

## Награды
- Медаль «За оборону Советского Заполярья»;
- Медаль «За победу над Германией в Великой Отечественной войне 1941—1945 гг.».